# Ante Čović
Ante Čović (Sydney, 13 juni 1975) is een Australische voetballer van Kroatische afkomst. Hij speelt sinds 2015 als doelman bij de Australische voetbalclub Perth Glory.

## Clubvoetbal
Čović begon als voetballer bij APIA Leichhardt. Vervolgens speelde hij voor APIA Leichhardt (1995-1997) en Marconi Fairfield (1997-1999). In 1999 vertrok Čović naar Europa. Bij PAOK Saloniki (1999-2000), AO Kavala (2000-2001) en Dinamo Zagreb (2001-2002) had hij weinig succes, maar bij het Zweedse Hammarby IF (2002-2006) groeide Čović uit tot eerste doelman. In december 2006 werd hij gecontracteerd door Newcastle United Jets, waarmee Čović drie seizoenen in de A-League speelde. De Australiër van Kroatische afkomst won de AFC Champions League in 2014 met de Western Sydney Wanderers, samen met de zes andere Kroatische spelers in de ploeg, namelijk Antony Golec, Tomi Jurić, Mateo Poljak, Brendon Šentalab en Matthew Špiranović. Daarnaast werd Čović verkozen tot de beste speler van het toernooi. In juli 2015 maakte Čović de overstap naar Perth Glory.

## Nationaal elftal
Čović debuteerde in februari 2006 in het Australisch nationaal elftal. Hij behoorde tot de selectie van de Socceroos voor het WK 2006, maar de doelman kwam als derde keus achter Mark Schwarzer en Željko Kalac niet in actie bij dat toernooi, waar de Nederlander Guus Hiddink bondscoach was van de Australische nationale ploeg.